# Ctenolophus fenoulheti
Ctenolophus fenoulheti là một loài nhện trong họ Idiopidae.
Loài này thuộc chi Ctenolophus. Ctenolophus fenoulheti được J. Hewitt miêu tả năm 1913.